# 伊西曼格利索湿地公园
伊西曼格利索湿地公园（iSimangaliso Wetland Park），又译作艾赛门加利索湿地公园，舊稱大圣卢西亚湿地公园（Greater St. Lucia Wetland Park），位于南非夸祖鲁纳塔尔东部海岸，距德班约275公里。公园是南非第三大保护区，跨越海岸线约280公里。

## 登录基准
该世界遗产被认为满足世界遺產登錄基準中的以下基準而予以登錄：
- （vii）包含出色的自然美景与美学重要性的自然现象或地区。
- （ix）在陆上、淡水、沿海及海洋生态系统及动植物群的演化与发展上，代表持续进行中的生态学及生物学过程的显著例子。
- （x）拥有最重要及显著的多元性生物自然生态栖息地，包含从保育或科学的角度来看，符合普世价值的濒临绝种动物种。

## 意外
2012年4月3日早上，當地一名婦女在捕魚時，被湖中一條鱷魚咬着手臂拖下水中吞下，雖然事後鱷魚把婦女吐出，但这名妇女已經死亡。